# Вжонсава
Вжонсава (пол. Wrząsawa) — село в Польщі, у гміні Водзеради Ласького повіту Лодзинського воєводства.
Населення — 63 особи (2011).
У 1975-1998 роках село належало до Серадзького воєводства.

## Демографія
Демографічна структура станом на 31 березня 2011 року:
|          | Загалом | Допрацездатний вік | Працездатний вік | Постпрацездатний вік |
| -------- | ------- | ------------------ | ---------------- | -------------------- |
| Чоловіки | 31      | 2                  | 26               | 3                    |
| Жінки    | 32      | 5                  | 19               | 8                    |
| Разом    | 63      | 7                  | 45               | 11                   |